# 錫內維爾湖
48°37′N 23°41′E / 48.617°N 23.683°E

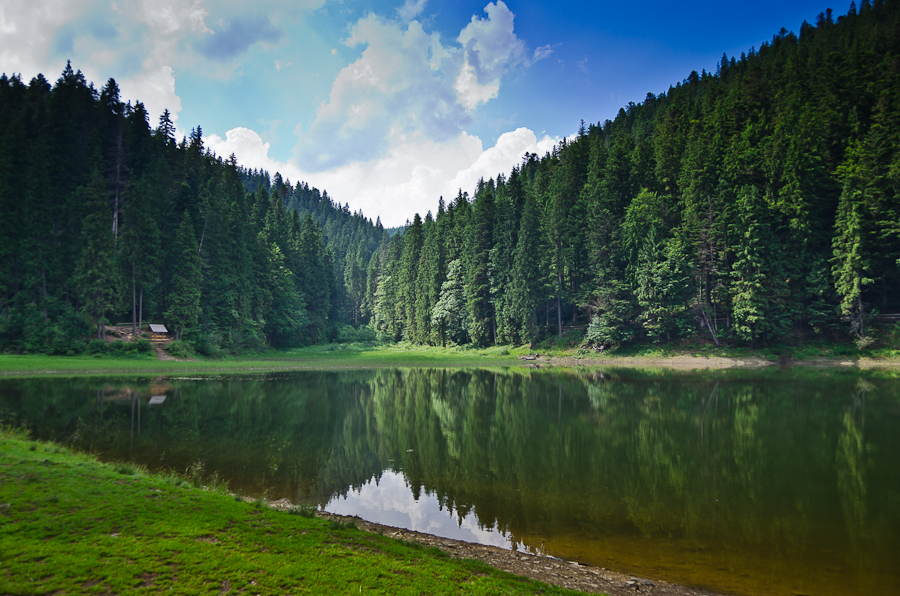
锡内维尔湖

錫內維爾湖（羅馬化：Synevyr）是烏克蘭的湖泊，位於該國西部外喀爾巴阡州，處於捷列布利亞河上游，面積0.07平方公里，海拔高度989米，平均水深8.1米，最大水深24米。